# Contrada del Gallo

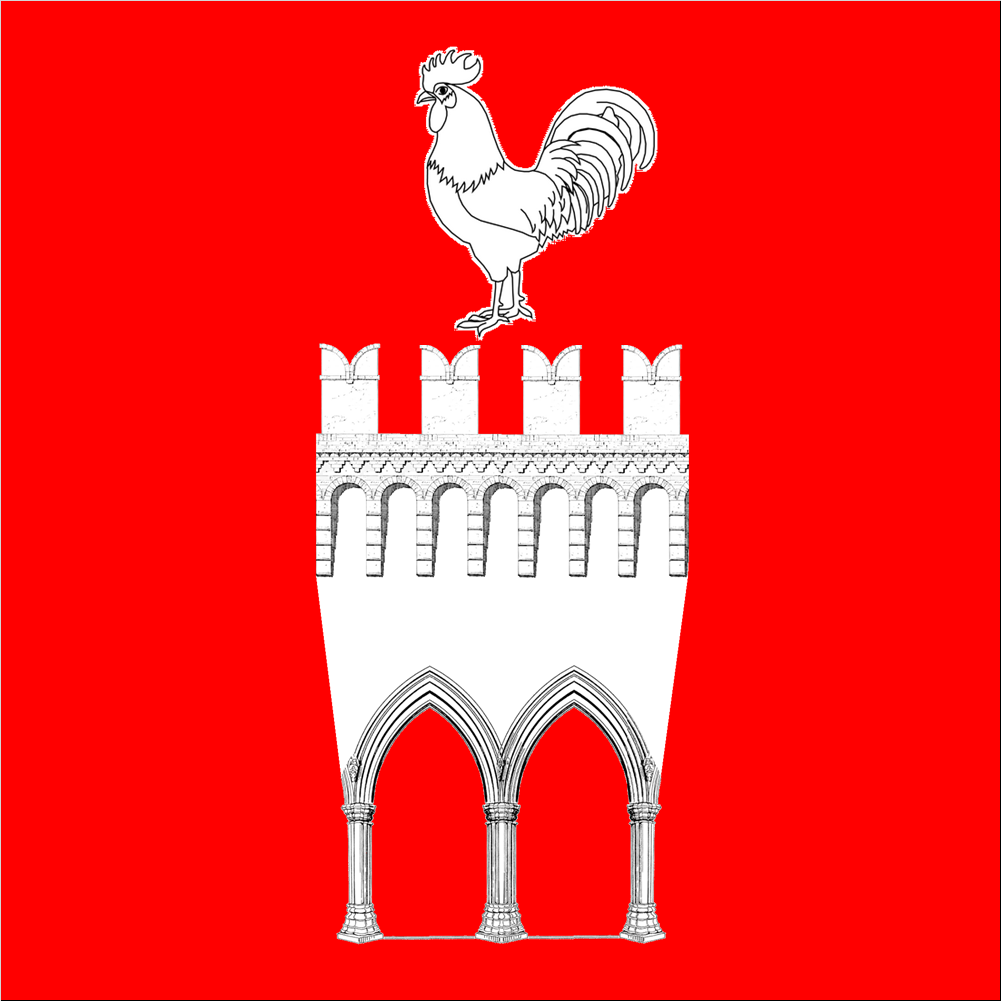
Il gonfalone della contrada del Gallo

La Contrada del Gallo è un'antica suddivisione della città toscana di Siena, non più esistente o "soppressa".

## Storia
La sua compagnia militare era "Porta Salaia". Lo stemma era rosso con al centro una porta di colore bianco, a due archi, sormontata da un gallo. La porta nello stemma era la porta a cui si riferiva la compagnia militare (diventato un arco inglobato nella città), inclusa nel suo territorio. 
Comprendeva un territorio che potrebbe essere indicato nelle seguenti strade:
- Costarella dei Barbieri
- via di Fontebranda (dalla porta a via di Città)
- piazza dell'Indipendenza
- via di Diacceto
- via dei Pellegrini
- via di Città fino al Chiasso del Bargello.

Includeva quindi strade attualmente comprese nella Civetta, nella Selva e nell'Oca.
Comparve nelle feste negli anni: 1499, 1518, 1532, 1534, 1536, 1560, 1578, 1581, 1583.